# Milan Jirásek (fotbalista)
Milan Jirásek (* 14. května 1992, Chrudim, Československo) je český fotbalový záložník a bývalý mládežnický reprezentant, od ledna 2018 hráč klubu FC Baník Ostrava. Mimo Česko působil na klubové úrovni v Itálii a na Slovensku.

## Klubová kariéra
Svoji fotbalovou kariéru začal ve Spartě Praha, odkud v průběhu mládeže přestoupil do Interu Milan. Klub se stal hráčovým prvním zahraničním angažmá. V roce 2010 se propracoval do A-týmu. V roce 2010 odešel na hostování do US Sassuolo Calcio a v létě 2011 se vrátil do Sparty. V zimním přestupovém období sezony 2012/13 zamířil hostovat do Senice. V létě 2014 se vrátil zpět do Sparty a ihned odešel na hostování s opcí do FK Teplice. V únoru 2015 zamířil na půlroční hostování s opcí do Baníku Ostrava. Před ročníkem 2015/16 Spartu definitivně opustil a přestoupil do klubu Bohemians Praha 1905, kde podepsal dvouletý kontrakt.

V lednu 2018 přestoupil do FC Baník Ostrava, kde podepsal smlouvu na dva a půl roku.

## Reprezentační kariéra
Milan Jirásek v minulosti reprezentoval Českou republiku v mládežnických kategoriích. Postupně hrál za výběry do 16, 17, 18, 19 a 21 let.